# Ingatestone
Ingatestone är en stad i civil parish Ingatestone and Fryerning, i distriktet Brentwood i grevskapet Essex i England. Orten har 3 439 invånare (2001). Parish hade 926 invånare år 1881. År 1889 blev den en del av den då nybildade Ingatestone and Fryerning.